# Protestantisch-Reformierte Kirche von Luxemburg H. B.
Die Protestantisch-Reformierte Kirche von Luxemburg H. B. (Helvetischen Bekenntnisses) ist die zweite offiziell anerkannte evangelische Kirche im katholischen Großherzogtum Luxemburg. Sie hat mit der älteren Protestantischen Kirche im Großherzogtum Luxemburg, die offiziell uniert, aber im Kultus eher lutherisch ausgerichtet ist, gemeinsame Wurzeln, die durch die Geschichte des Landes bedingt sind, ging aber nach dem Ersten Weltkrieg zunehmend getrennte Wege. Dazu gibt es noch nationalsprachliche Gemeinden, die oft durch Protestanten aus den Institutionen der Europäischen Union gegründet wurden.  

## Geschichte
Bis zur Franzosenzeit war eine Niederlassung von Angehörigen anderer Religionen nur in sehr eingeschränktem Maße und nur in der Hauptstadt möglich. Erst mit dem Einmarsch des Französischen Revolutionsheeres wurde die Religionsfreiheit verkündet. Nachhaltigen Zuzug von Protestanten gab es nach 1815 während der folgenden Herrschaft des protestantischen Wilhelm I. von Oranien-Nassau aus dem niederländischen Haus Oranien-Nassau und als Luxemburg zur Bundesfestung mit preußischer Garnison wurde. Dieser wurde 1817 die neben der Kathedrale unserer lieben Frau gelegene Dreifaltigkeitskirche als Garnisonskirche überlassen. Hofprediger und Garnisonspfarrer taten jetzt in der Hauptstadt ihren Dienst. Nach Abzug der Bundestruppen 1867 wurden erste kleine örtliche Kirchengemeinden gegründet. 
Erst mit Beginn der Industrialisierung, vor allem im Gebiet des südlichen Kantons Esch in der Nähe zum Industriegebiet von Lothringen, kamen vermehrt reformierte Gläubige ins Land, sodass dort eine Nebenstelle (Vikariat) der Gemeinde gebildet wurde. Im Jahre 1885 wurden im Großherzogtum bereits 1100 Protestanten gezählt, die der Staat durch ein von Großherzog Adolph I. 1894 erlassenes Statut als Kirche anerkannte. Nachdem sein Sohn Wilhelm katholisch geheiratet hatte, entfiel vorerst die starke Bindung ans Herrscherhaus. Mit dessen Töchtern Maria-Adelheid und ihrer Schwester Charlotte wurde das Herrscherhaus wieder katholisch. Es herrschte aber immer und bis heute ein besonderes wohlwollendes Interesse an der evangelischen Gemeinde Luxemburgs. Dazu kamen politische Probleme, die eine Anpassung des Statuts durch die Regierung an die gewachsenen Anforderungen, die die Industriegemeinde in Esch stellte, unmöglich machte. So wurde die Betreuung für die Escher durch von dort gewünschte deutsche Pastoren ohne die ausdrückliche Billigung (und Finanzierung) der Altgemeinde organisiert. Dies führte insbesondere in der Zeit des Nationalsozialismus in Deutschland und des Zweiten Weltkriegs zu Problemen, als sich die gewählten Pfarrer als Nazis entpuppten. Der letzte verließ „am 1. September 1944 mit den braunen Horden ohne Abschied das Land und zog sich nach Deutschland zurück. Auch einige Gemeindemitglieder zogen es damals vor, sich östlich der Mosel niederzulassen“.
Nach dem Zweiten Weltkrieg verlangte die Annexgemeinde Esch mehr Selbständigkeit und insbesondere die Berücksichtigung ihrer reformierten Ausrichtung, was aber nach der bestehenden gesetzlichen Regelung nicht möglich war, und was lange im Parlament auch nicht änderbar war. Erst am 23. November 1982 kam es zu einer Vereinbarung über die Anerkennung der Protestantisch-Reformierten Kirche mit Sitz in Esch/Alzette. 

## Organisation
Die Kirche wird geleitet durch ein Konsistorium unter dem Pfarrer als Präsidenten. In der Kirche können Männer und Frauen ordiniert werden.

## Ökumene und Mitgliedschaften
Die Protestantisch-Reformierte Kirche von Luxemburg H.B. ist Mitglied in der Konferenz europäischer Kirchen (KEK) und in der Gemeinschaft Evangelischer Kirchen in Europa (GEKE). Sie ist Mitbegründerin des Rates christlicher Kirchen in Luxemburg (1997). Die Protestantisch-Reformierte Kirche von Luxemburg H.B. ist darüber hinaus Mitglied in der Weltgemeinschaft Reformierter Kirchen (WRF) und im Reformierten Bund (RB). Von 1997 bis 2011 war sie auch Mitglied in der Allianz protestantischer Kirchen in Luxemburg.